# Parafia św. Mikołaja w Wałczu
Parafia pw. św. Mikołaja w Wałczu – parafia rzymskokatolicka należąca do dekanatu Wałcz, diecezji koszalińsko-kołobrzeskiej, metropolii szczecińsko-kamieńskiej. Została utworzona w 1303, ponownie 15 sierpnia 1602. Obsługiwana przez księży diecezjalnych. Siedziba parafii mieści się w mieście Wałcz przy ulicy papieża Jana XXIII.

## Miejsca święte

### Kościół parafialny
Kościół pw. św. Mikołaja w Wałczu
Kościół parafialny został zbudowany w latach 1863–1865 w stylu neogotyckim, konsekrowany w 1865. 

### Kościoły filialne i kaplice
- Kościół pw. św. Heleny w Kłębowcu
- Kaplica w szpitalu w Wałczu
- Kaplica w domu Sióstr Elżbietanek w Wałczu

### Proboszczowie parafii
ks. Walerian Głowacz  1946-1947, ks. Stefan Janiak 1947-1953, ks. Maciej Szałagan 1953-1960, ks. Witold Szymczukiewicz 1960-1964, ks. Czesław Krusiewicz 1964-1974, ks. Bernard Witucki 1974-1976, ks. Romuald Kunicki 1976-2009, ks. Antoni Badura 2009-